# Dipturus johannisdavisi
Dipturus johannisdavisi és una espècie de peix de la família dels raids i de l'ordre dels raïformes.

## Morfologia
- Els mascles poden assolir 23 cm de longitud total.[4][5]

## Reproducció
És ovípar i els ous tenen com unes banyes a la closca.

## Hàbitat
És un peix marí i d'aigües profundes que viu entre 410-549 m de fondària.

## Distribució geogràfica
Es troba a l'oceà Índic occidental: el Golf d'Aden i la costa de Travancore (l'Índia).

## Observacions
És inofensiu per als humans.